# Abu Dhabi Grand Slam 2018
L'ABU Dhabi Grand Slam 2018 è stato la 9ª edizione dell'annuale meeting di judo e si è tenuto a Abu Dhabi, negli Emirati Arabi Uniti, dal 27 al 29 ottobre 2018. Il meeting è stato la dodicesima tappa del circuito IJF World Tour 2018.

## Risultati
Di seguito i primi tre classificati di ogni specialità.

### Uomini
| Specialità | 1º classificato       | 2º classificato    | 3º classificato                          |
| -60kg      | Amiran P'ap'inashvili | Francisco Garrigós | Ğūsman Qyrğyzbaev Sharafuddin Lutfillaev |
| -66kg      | Vazha Margvelashvili  | Yerlan Serikzhanov | Baruch Shmailov Dzmitryj Šėršan'         |
| -73kg      | Lasha Shavdatuashvili | Akil Gjakova       | Tommy Macias Musa Moguškov               |
| -81kg      | Sagi Muki             | Matthias Casse     | Frank de Wit Didar Khamza                |
| -90kg      | Michail Igol'nikov    | Krisztián Tóth     | Aleksandar Kukolj Mammadali Mehdiyev     |
| -100kg     | Peter Paltchik        | Elmar Gasimov      | Karl-Richard Frey Jevgenijs Borodavko    |
| +100kg     | Inal Tasoev           | Lukáš Krpálek      | Iurii Krakovetskii Henk Grol             |

### Donne
| Specialità | 1º classificato      | 2º classificato    | 3º classificato                        |
| -48kg      | Urantsetseg Munkhbat | Distria Krasniqi   | Paula Pareto Yanan Li                  |
| -52kg      | Odette Giuffrida     | Majlinda Kelmendi  | Gili Cohen Chelsie Giles               |
| -57kg      | Nora Gjakova         | Anastasija Konkina | Timna Nelson-Levy Priscilla Gneto      |
| -63kg      | Juul Franssen        | Andreja Leski      | Tina Trstenjak Katharina Haecker       |
| -70kg      | Margaux Pinot        | Miriam Butkereit   | Michaela Polleres Giovanna Scoccimauro |
| -78kg      | Guusje Steenhuis     | Natalie Powell     | Beata Pacut Zhenzhao Ma                |
| +78kg      | Maryna Sluckaja      | Anne M Bairo       | Iryna Kindzers'ka Carolin Weiss        |